# Valões
Valões ist ein Ort und eine ehemalige Gemeinde (Freguesia) im Norden Portugals.
Valões gehört zum Kreis Vila Verde im Distrikt Braga. Die Gemeinde hatte eine Fläche von 3,9 km² und 195 Einwohner (Stand 30. Juni 2011).
Am 29. September 2013 wurden die Gemeinden Valões, Codeceda, Atães, Covas und Penascais zur neuen Gemeinde União das Freguesias do Vade zusammengeschlossen.